# Кафесјиан музеј уметности
Званично, Кафесјиан центар за уметност (јерменски: Գաֆէսճեան արվեստի կենտրոն (Gafesčyan arvesti kentron), такође познат као Музеј Кафесјиан Фондације) је  музеј уметности у Јеревану, Јерменија. Налази се у централном дистрикту Кентрон, унутар и око Јереванске каскаде која је комплекс масивног степеништа са фонтанама, и уздиже се из улице Таманјан и њених вртова и пешачке зоне.
Инспирисан визијом свог оснивача, Герарда Л. Кафесјиана, музеј нуди широку палету изложби, изведених из колекције савремене уметности Герарда Л. Кафесјиана. Отворен у новембру 2009. године, поред изложбе јединствених дела савремене уметности, музеј нуди разноврстан програм предавања, филмова, концерата и бројне образовне иницијативе за одрасле и децу. Више од милион људи годишње посети Центар од његовог отварања.
Музејем управља и води га Музејска фондација Кафесјиан.

## Историја
Кафесјиан музејска фондација основана је априла 2002. године у Јеревану под покровитељством Владе Јерменије и Америчке фондације Кафесјиан музеја. Јерменска влада дала је Фондацији полу-изграђени комплекс Јереванске каскаде заједно са околином.
Изградња Кафесјиан музеја започела је у априлу 2005. године и требало је да буде окончана у априлу 2008. године. Међутим, са малим закашњењем, свечано отварање музеја догодило се 17. новембра 2009. године. Церемонији отварања присуствовали су председник Јерменије Серж Саргсјан, министар културе Хасмик Погхосјан, министар дијаспоре Хрануш Хакобјан, као и представници дипломатских мисија у Јерменији, разни уметници и политичке личности.
Фондација Кафесјиан музеја уложила је преко 35 милиона долара за довршетак обнове Каскаде.

## Архитектура
Музеј је смештен у каскадном комплексу Јеревана, уз суседну пешачку зону и баште на прилазу каскади из Улице Таманјан. Почетак изградње каскаде датира из 1971. године, а пројектовали су је архитекти Јим Торосјан, Аслан Мкхитарјан, Саргис Гурзадјан. Прва фаза плана завршена је 1980. године. Каскада је сложено масивно степениште са две стране, са фонтанама између, које се уздиже из вртова улице Таманјан и пешачке зоне. Има пет нивоа,  572 степенице, уздиже се 302 метра према горе.
Међутим, тек између 2002. и 2009. године, комплекс је развијен и музеј је отворен преко Кафесјиан фондације.
Пројекат центра уметности дизајнирали су архитекте из Њујорка David Hotson Architects.
Музеј се сматра једним од најамбициознијих дела савремене архитектуре који је изграђен у било којој од бивших република Совјетског Савеза. Њујорк Тајмс га је описао као "лудо дело архитектонске мегаломаније и обнове архитектуре, (...) једну од најчуднијих и најспектакуларнијих музејских зграда".

## Структура
Музеј се састоји од два одвојена одељка: спољашњи "Кафесјиан врт скулптура" и унутрашњи "Кафесјиан уметничке галерије".
- Кафесјиан врт скулптура представљају вртови испред каскаде где су изложене многе скулптуре. Скулптуре су такође изложене на баштенској тераси уз масивне степенице и фонтане које се уздижу изнад вртова Таманјан улице.[5] Са пешачким стазама, богатим видицима и баштенским површинама посебно је осмишљен да пружа модерно окружење за скулптуре великих размера многих међународно признатих уметника.
- Кафесјианске уметничке галерије укључују галерију Један, галерију Кхањиан, галерију Орао, галерију Сасунтси Давит, Слетање на звезде и аудиторијум за посебне догађаје, смештене испод спољашњег степеништа и фонтана. У галеријама се налази огромна колекција стаклених уметничких дела изложених у неколико галерија и одсека, укључујући сталне или привремене изложбе.
- У галерији Кхањиан налази се велики зидни триптих „Историја Јерменије“ познатог совјетског и јерменског сликара Григора Кхањиана. Галерија Сасунтси Давит укључује барељефе Арташеса Ховсепјана који приказују призоре из јерменске епске поеме Сасунтси Давит.

## Колекција
Већина музејске збирке потиче из приватне колекције оснивача Герарда Л. Кафесјиана. Са више од 5.000 радова, центар излаже једну од најопсежнијих колекција стакла на свету, посебно радове чешког пара Станислава Либенског и Јарославе Брихтове, чији је заједнички рад револуционирао употребу стакла као уметничког медијума.
Колекција такође има значајне фондове цртежа, слика и скулптура многих утицајних уметника, укључујући Фернанда Ботера, Аршилеа Горкија, Џенифер Бартлет, Лин Чадвик, Барија Фланагана, Јауме Пленса и Франсоаз-Ксавиера Лалана.
Радови
| Скулптор        | Рад                                                                |
| --------------- | ------------------------------------------------------------------ |
| Лин Чадвик      | Седеће фигуре, Степенице, Два посматрача                           |
| Бари Фланаган   | Зец на звону, Акробате, Велики зец на наковњу, Гендрд I, Гендрд II |
| Фернандо Ботеро | Мачка, Римски ратник, Жена која пуши цигарету                      |

## Програми и догађаји
Музеј током целе године организује редовне програмиране догађаје:
- Сусрети са уметношћу: програм је покренут у октобру 2010. године као низ догађаја за одрасле, који су фокусирани на уметност и уметнике. Одржава се првог четвртка сваког месеца.
- Кафесјиан серија класичне музике: под слоганом „довести најбоље од светске уметности у Јерменију и представити најбоље од јерменске културе свету“, Кафесјиан центар за уметност редовно организује концерте за љубитеље класичне музике. Одржава се прве среде сваког месеца у Аудиторијуму за посебне догађаје. Програм је покренут у јулу 2010. године.
- Традиционални народни плесови у Кафесјиан центру за уметност: редовно га изводи „Плесни ансамбл Карин“ последњег петка у месецу између маја и септембра. То је отворена представа традиционалног јерменског народног плеса којој се придружују стотине људи, без обзира на временске прилике у башти скулптура. Програм је покренут у мају 2010. године.
- Музичка каскада: серије су међу најпопуларнијим забавама у Еревану. Многи познати бендови попут Јерменског џез оркестра, Ансамбла каденце, Катунер, Чико и пријатељи, Дорианс, Сурен Арустамјан и Арса су међу редовним извођачима. Концерти џез, поп и рок музике уживо се одржавају у Аудиторијуму за посебне догађаје сваког петка и суботе, од марта 2010.

5. јула 2010. америчка државна секретарка Хилари Клинтон одржала је говор у Кафесјиан музеју, користећи део „Поновно рођење Јерменије“ из Кхањиановог триптиха као позадину.
20. августа 2010. године, галерија Кхањиан Кафесјиан центра за уметност била је домаћин неформалног састанка држава чланица Организације Уговора о колективној безбедности. Састанку је присуствовао председник Јерменије Серж Саргсјан; председник Руске Федерације, Дмитриј Медведев; председник Казахстана, Нурсултан Назарбајев; председник Таџикистана Емомали Рахмон; привремени лидер Киргистана, Роса Отунбајева, као и генерални секретар Организације Уговора о колективној безбедности, Николај Бордјужа.

## Галерија
- Први ниво
- Други ниво
- Трећи ниво
- Четврти ниво
- Пети ниво